# Sémalens
Sémalens – miejscowość i gmina we Francji, w regionie Oksytania, w departamencie Tarn.
Według danych na rok 1990 gminę zamieszkiwało 1651 osób, a gęstość zaludnienia wynosiła 148 osób/km² (wśród 3020 gmin regionu Midi-Pireneje Sémalens plasuje się na 218. miejscu pod względem liczby ludności, natomiast pod względem powierzchni na miejscu 1005.).